# Fixmer/McCarthy

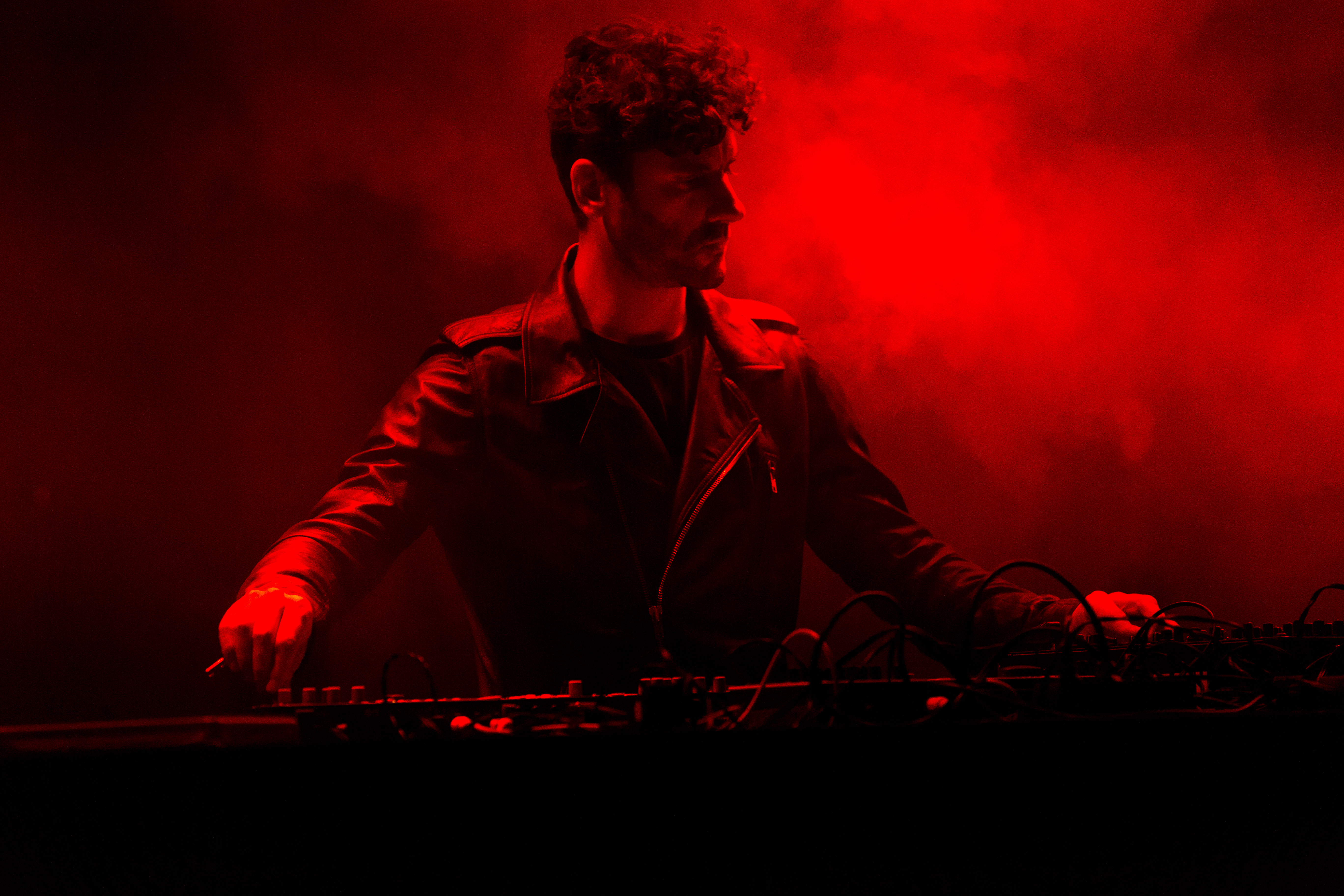
Terence Fixmer beim Nocturnal Culture Night Festival 2016

Der französische Techno-Produzent Terence Fixmer bekam 2002 die Aufgabe Nitzer-Ebb-Songs zu remixen. Aus diesem Kontakt entstand zwischen Douglas McCarthy, der Stimme von Nitzer Ebb und  Fixmer das Musikprojekt Fixmer/McCarthy.

## Diskografie

### Alben
- 2004: Between the Devil...
- 2008: Into the Night[1]

### EP/Singles
- 2003: Destroy / Freefall
- 2004: Freefall (Remixes)
- 2004: Freefall / Through A Screen (The Remixes) (Special DJ Edition) (Promo)
- 2005: You Want It / Come Inside
- 2006: And Then Finally
- 2008: Club-EP (Promo)
- 2008: Look to Me / And Then Finally (Remixes)
- 2017: Chemicals (Vinyl, 12")